# Solec nad Wisłą (gmina)
Solec nad Wisłą (1870–1954 gminy Solec i Dziurków) – gmina miejsko-wiejska w województwie mazowieckim, w powiecie lipskim.
Siedzibą gminy jest miasto Solec nad Wisłą.
W latach 1975–1998 gmina położona była w województwie radomskim.
Według danych z 31 grudnia 2012 gminę zamieszkiwały 5304 osoby.

## Struktura powierzchni
Według danych z roku 2002 gmina Solec nad Wisłą ma obszar 137,41 km², w tym:
- użytki rolne: 71%
- użytki leśne: 21%

Gmina stanowi 18,38% powierzchni powiatu.

## Demografia

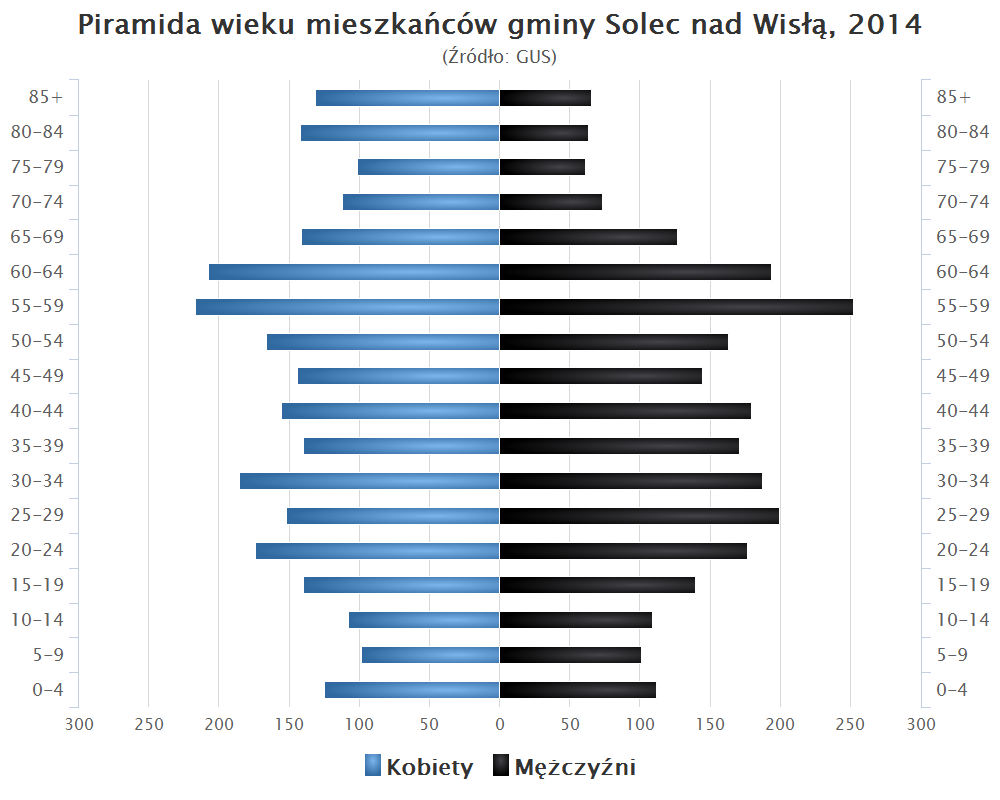
Piramida wieku mieszkańców gminy Solec nad Wisłą w 2014 roku

Dane z 31 grudnia 2012:
| Opis                              | Ogółem | Ogółem | Kobiety | Kobiety | Mężczyźni | Mężczyźni |
| --------------------------------- | ------ | ------ | ------- | ------- | --------- | --------- |
| jednostka                         | osób   | %      | osób    | %       | osób      | %         |
| populacja                         | 5304   | 100    | 2748    | 51,8    | 2556      | 48,2      |
| gęstość zaludnienia (mieszk./km²) | 38,6   | 38,6   | 20      | 20      | 18,6      | 18,6      |

## Sołectwa
Boiska, Dziurków, Glina, Kalinówek, Kępa Piotrowińska, Kłudzie, Boiska-Kolonia, Kolonia Nadwiślańska, Las Gliniański, Marianów, Pawłowice, Przedmieście Bliższe, Przedmieście Dalsze, Sadkowice, Sadkowice-Kolonia, Słuszczyn, Solec nad Wisłą, Wola Pawłowska, Zemborzyn Drugi, Zemborzyn Pierwszy, Zemborzyn-Kolonia.
Miejscowości bez statusu sołectwa: Gościniec Siennieński, Leśniczówka Dziurków.

## Sąsiednie gminy
Chotcza, Lipsko, Józefów nad Wisłą, Łaziska, Tarłów.